# Nuno Henriques
Nuno Henriques  (Funchal, 1989) is een Portugese golfer.
Henriques is lid van de Santo da Serra Golf Club. Het baanrecord van 59 staat op zijn naam.

## Professional
Henriques werd eind 2011 professional. In 2012 speelt hij onder meer zeven toernooien op de Europese Challenge Tour, te beginnen met de Madeira Islands Open op zijn thuisbaan, en twee op de Europese PGA Tour. Bij het Open Mogador was hij na 36 holes de enige speler die onder par stond. Zijn derde ronde was slecht zodat hij op de 6de plaats eindigde.